# Planck-idő
A Planck-idő az idő természetes egysége, amit Max Planck javasolt, jele tP. Bár nem vehető a Planck-idő egyszerűen az idő kvantumának, ennél rövidebb időtartam alatt nincs értelme összehasonlítani az univerzum két egymást követő állapotát.
{\displaystyle t_{P}={\sqrt {\frac {\hbar G}{c^{5}}}}\approx } 5,391 24(27)·10−44 másodperc
ahol:
{\displaystyle \hbar } a redukált Planck-állandó
G a gravitációs állandó
c a fénysebesség vákuumban

## Jelentősége
Egy fotonnak ennyi időre van szüksége, hogy fénysebességgel megtegyen egy Planck-hossznyi távolságot.
Az univerzum becsült élettartama (4,3·1017 s) nagyjából 8·1060-szorosa a Planck-időnek.

## Külső hivatkozások
- A legrövidebb mért időintervallum – BBC-hír (2004. február 25.)
- A leggyorsabb molekulamozgás – BBC-hír (2006. március 4.)
- Spontán kollapszus – Planck-idő mint járulék a teljes időbizonytalansághoz (Fizikai Szemle, 2008/6.)
- Az anyag megmenekülésének története, mi történt a 10−43 és a 10−32 másodperc között (Interpress Magazin, 2009.02.23.)

## Lásd még
- Planck-korszak